# Deportivo Cafessa Jalisco
El Deportivo Cafessa Jalisco fue un equipo de fútbol de México. Participaba en el Grupo 2 de la Serie A de la Segunda División de México. Jugaba sus partidos como local en el Estadio Jalisco.

## Historia
El club nació en 2015 cuando el empresario Martín Castañeda Sandoval compró la franquicia de Cazcanes de Ameca de la Tercera División de México. En su primer torneo por temas administrativos se mantuvo el nombre de Cazcanes, pero para la temporada 2016-17 el equipo pudo continuar sus actividades oficialmente con el nombre de Deportivo Cafessa.
En 2017 el equipo se mudó a Tlajomulco de Zúñiga tras firmar un acuerdo con el Ayuntamiento local. Antes de iniciar la temporada 2017-2018 se anunció que el equipo participaría en la Serie B tras adquirir una franquicia de expansión. En sus primera temporada en su nueva categoría el equipo se mantuvo en posiciones bajas de la tabla.
Para la temporada 2018-2019, el equipo continuó participando en la Serie B. Al finalizar la fase regular el Cafessa consiguió la octava posición y el pase a la liguilla. En cuartos de final eliminó al líder general, Mineros de Zacatecas "B" con marcador global de 2-1, posteriormente, en semifinales, el equipo dejó fuera a los Ocelotes de la Universidad Autónoma de Chiapas con global de 3-1 con lo que accedió a la primera final en su historia. En la final de la temporada, el equipo ganó el partido de ida por 2-0, sin embargo, en la vuelta los Cañoneros Marina remontaron el marcador y terminaron llevándose el campeonato con un total de 3-2 en el agregado, de esta forma el Deportivo Cafessa consiguió el subcampeonato de la categoría.
En 2019, el equipo firmó un convenio con el Club Social y Deportivo Jalisco, tras esto el Cafessa consiguió crear un nuevo equipo con sede en el Estadio Jalisco de Guadalajara, y así logró jugar en la Liga Premier Serie A, con lo que consiguió la certificación para poder disputar el por entonces llamado Ascenso MX. Como consecuencia de este acuerdo, la nueva escuadra pasó a llevar el nombre Deportivo Cafessa Jalisco. Por otro lado, durante esa temporada el club conservó los equipos originales de Serie B y Liga TDP, los cuales pasaron a ser conocidos como Cafessa Tlajomulco y permanecieron en ese municipio. Además, posteriormente se creó un segundo cuadro en la Liga TDP, que jugó bajo el nombre Cafessa Tonalá, al tener su sede en ese municipio metropolitano. Para la siguiente temporada únicamente se continuó con el equipo de la Liga TDP localizado en Tlajomulco, mientras que las escuadras de Serie B y TDP Tonalá fueron puestas en pausa para el año futbolístico 2020-21.
En enero de 2021 el equipo generó polémica a nivel nacional al anunciar el préstamo por seis meses del delantero mexicano João Maleck, quien llegó procedente del Club Santos Laguna. Entre junio de 2019 y diciembre de 2020 el atacante cumplió parcialmente una pena de cárcel debido a su responsabilidad en un accidente automovilístico con víctimas fatales, sin embargo, a finales del 2020 fue liberado tras pagar una fianza de 3 millones de pesos. La llegada de Maleck al Cafessa generó malestar entre un sector de la población por este movimiento debido a las implicaciones éticas y legales del futbolista.
En julio de 2021 la franquicia del club fue congelada por su propietario debido a problemas financieros derivados de la pandemia de COVID-19 y a la incertidumbre generada entre los equipos de las divisiones menores del fútbol mexicano tras el endurecimiento de los requisitos para poder ascender a la Liga de Expansión, nueva liga que se convirtió en la antesala del máximo circuito, por lo que ningún equipo del club tomó parte de la temporada 2021-2022 del fútbol mexicano. En julio de 2022 el equipo no regresó a competir en ninguna categoría ni solicitó una prórroga respecto al congelamiento de la franquicia, por lo que de manera oficial desapareció.

## Uniforme
- Uniforme local: Camiseta blanca con una manga roja y otra negra, ambas con degradado, pantalón negro y medias blancas.
- Uniforme visitante: Camiseta negra con detalles en rojo, pantalón negro con detalles en rojo y medias negras.

| Primer Uniforme | Segundo Uniforme |

#### Uniformes Anteriores
- 2019-2020

| Primer Uniforme | Segundo Uniforme |

- 2018–2019

| Primer Uniforme | Segundo Uniforme |

## Palmarés
| Competición nacional  | Títulos | Subcampeonatos |
| --------------------- | ------- | -------------- |
| Segunda Serie B (0/1) |         | 2018/2019      |

## Filial
El Deportivo Cafessa, también llamado Cafessa Tlajomulco, fue un equipo de fútbol de México. Participaba en la Tercera División de México. Jugaba sus partidos como local en la Unidad Deportiva Mariano Otero localizada en Tlajomulco de Zúñiga, hasta junio de 2019 fungió como el equipo principal de la franquicia. Posteriormente, tras la creación del Cafessa Jalisco, este pasó a convertirse en el equipo filial principal del club, aunque manteniendo una identidad propia respecto al equipo con sede en el Estadio Jalisco. Desde su fundación hasta 2020 el equipo también participó en la Serie B de México. En 2021 el equipo dejó de competir al igual que el club principal, por lo que terminó desapareciendo un año después.

## Temporadas

### Equipo principal
| Temporada     | División           | Posición         |
| ------------- | ------------------ | ---------------- |
| 2015/2016     | 5.Tercera División | 12o. Grupo XI    |
| 2016/2017     | 5.Tercera División | 2o. Grupo XI     |
| Apertura 2017 | 4.Segunda Serie B  | 13o. Grupo I     |
| Clausura 2018 | 4.Segunda Serie B  | 6o. Grupo I      |
| 2018/2019     | 4.Segunda Serie B  | 8o. (Subcampeón) |
| 2019/2020     | 3.Segunda Serie A  | 3o. Grupo II     |
| 2020/2021     | 3.Segunda Serie A  | 5o. Grupo II     |

### Fuerzas Básicas
Cafessa Tlajomulco
| Temporada | División           | Posición                    |
| --------- | ------------------ | --------------------------- |
| 2019/2020 | 4.Segunda Serie B  | 7.º                         |
| 2020/2021 | 5.Tercera División | 1.º Grupo X (Final de Zona) |

Cafessa Tlajomulco TDP
| Temporada | División           | Posición                 |
| --------- | ------------------ | ------------------------ |
| 2017/2018 | 5.Tercera División | 5o. G X (Dieciseisavos)  |
| 2018/2019 | 5.Tercera División | 1.º G X (Treintadosavos) |
| 2019/2020 | 5.Tercera División | 1.º G X                  |

Cafessa Tonalá
| Temporada | División           | Posición |
| --------- | ------------------ | -------- |
| 2019/2020 | 5.Tercera División | 9o. G XI |